# 2006 en arts plastiques
| Années des arts plastiques : 2003 - 2004 - 2005 - 2006 - 2007 - 2008 - 2009    |
| Décennies des arts plastiques : 1970 - 1980 - 1990 - 2000 - 2010 - 2020 - 2030 |

Cette page concerne l'année 2006 en arts plastiques.

## Décès
- 5 janvier : Bianca Wallin, peintre suédoise (° 1er octobre 1909),
- 13 janvier :
  - Raúl Anguiano, muraliste et graveur mexicain (° 26 février 1915),
  - Michel Nourry, peintre français (° 31 juillet 1927),
- 14 janvier : Jan Vakowskaï, peintre français (° 21 mars 1932),
- 3 février : Romano Mussolini, pianiste de jazz et peintre italien (° 26 septembre 1927),
- 8 février : Jean-Robert Ipoustéguy, peintre et sculpteur français (° 6 janvier 1920),
- 9 février : Bertrand-Moulin, peintre et sérigraphe français (° 17 avril 1944),
- 10 février : Juan Soriano, sculpteur et peintre mexicain (° 18 août 1920),
- 12 février : Henri Guédon, peintre et musicien de jazz français (° 22 mai 1944),
- 23 mars : Claude Gozlan, peintre et lithographe français (° 27 octobre 1930),
- 27 mars : Edgard Naccache, peintre tunisien (° 15 décembre 1917),
- 5 avril : Allan Kaprow, artiste américain (° 23 août 1927),
- 13 avril : Pierre Bettencourt, écrivain, poète, éditeur, voyageur et peintre français (° 28 juillet 1917),
- ? avril : Sacha Chimkevitch, peintre français d'origine polonaise (° 17 août 1920),
- 3 mai : Karel Appel, peintre et sculpteur néerlandais (° 25 avril 1921),
- 8 mai : Pierre Chevalley, peintre, verrier, graveur et professeur de peinture suisse (° 6 mars 1926),
- 5 mai : Raymond Grandjean, peintre et écrivain français (° 11 décembre 1929),
- 25 mai : Wilfrid Perraudin, peintre et vitrailliste français (° 3 décembre 1912),
- 31 mai : Pierre Gautiez, peintre, illustrateur et critique d'art français (° 2 février 1923),
- 3 juin : Jacqueline Oyex, peintre et graveuse suisse (° 3 août 1931),
- 13 juin : Vangel Naumovski, peintre macédonien (° 22 mars 1924),
- 30 juin :
  - Alain Dupuis, peintre et licier français (° 1938),
  - Robert Gernhardt, écrivain, illustrateur et peintre allemand (° 13 décembre 1937),
- 11 juillet : Ivan Levesque, peintre et sculpteur français (° 23 juillet 1933),
- 16 juillet : Mariam Aslamazian, peintre soviétique puis arménienne (° 20 octobre 1907),
- 20 juillet :
  - Ugo Attardi, peintre, sculpteur et écrivain italien (° 12 mars 1923),
  - Albert Lauzero, peintre et graveur français (° 16 août 1909),
- 27 juillet : Bjørn Morisse, illustrateur, auteur de bande dessinée et musicien norvégien (° 7 février 1944),
- 4 août : Julio Galán, peintre mexicain (° 5 décembre 1958),
- 9 août : Andry, de son vrai nom Andrienne de Senarclens, peintre suisse (° 15 août 1912),
- 11 août : Marcel Bouqueton, peintre français (° 18 septembre 1921),
- 13 août : Annely Juda, marchande d'art allemande (° 23 septembre 1914),
- 13 septembre : Jean Plichart, peintre et graveur français (° 27 septembre 1950),
- 16 septembre : Xavier Valls, peintre espagnol (° 18 septembre 1923),
- 15 octobre : Matsuzawa Yutaka, peintre japonais (° 2 février 1922),
- 25 octobre : Emilio Vedova, peintre et graveur italien (° 9 août 1919),
- 30 octobre : Henri Mauduit, peintre, céramiste, décorateur et sculpteur français (° 16 novembre 1917),
- 8 novembre : Sergueï Ivanovitch Smirnov, peintre soviétique puis russe (° 12 avril 1953),
- 19 novembre : Charles Marq, maître-verrier, peintre et graveur français (° 25 juillet 1923),
- 22 novembre : Jacob Markiel, peintre français d'origine polonaise (° 20 juillet 1911),
- 24 novembre : Othello Radou, peintre abstrait français (° 28 août 1910),
- 1er décembre : Petre Achițenie, peintre roumain (° 27 mai 1929),
- 31 décembre : Philippe Cara Costea, peintre et sculpteur français (° 16 septembre 1925),
- ? :
  - Paul Anderbouhr, peintre français (° 1909),
  - Louis Arnoux, peintre français (° 1913),
  - André Bardet, peintre français (° 19 janvier 1909),
  - Robert Dallet, naturaliste autodidacte, dessinateur et illustrateur français (° 5 mars 1923),
  - Eduardo Dhelomme, peintre et sculpteur franco-brésilien (° 1922),
  - Ruggero Giangiacomi, peintre italien (° 1930),
  - Somnath Hore, sculpteur et graveur indien (° 1921),
  - Kanayama Akira, peintre japonais (° 1924).